# Brilliance V5
La Brilliance V5, connue en interne sous le nom de code A3, est un SUV produit depuis 2012 par le constructeur automobile chinois Brilliance sur la base de la berline H350. Il bénéficie d'un restylage en 2015.

## Motorisation

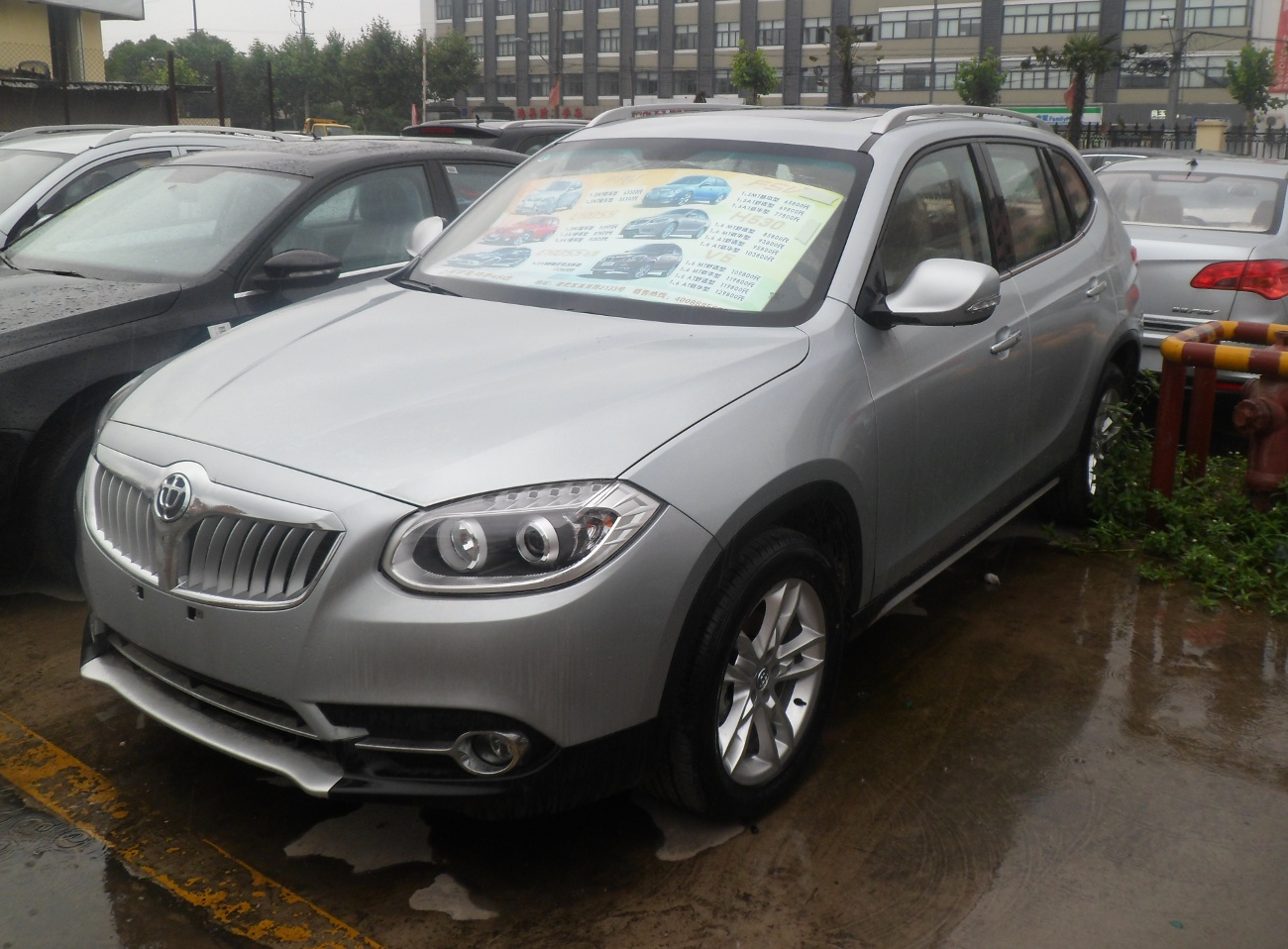
V5 avant restylage.

Deux moteurs sont disponibles. Le premier est un 4 cylindres en ligne d'origine Mitsubishi 16V DOHC MIVEC 1.6 qui développe 120 ch. Le véhicule ne sera alors disponible qu'en traction avant.
Le deuxième moteur est un moteur 4 cylindres en ligne turbo 16V DOHC maison. Il développe 138 ch. Le véhicule sera alors disponible en version 4 roues motrices.

## Ventes
En 2012 les ventes ont atteint 36391 exemplaires. 47936 en 2013 et 32782 en 2014.